# Petr Třebický
Petr Třebický (* 15. prosince 1941 Ostrava) je český zpěvák, hudebník a textař.

## Život a dílo
Začínal ve skupině Old Western, zároveň hostoval ve skupině Kamarádi táborových ohňů. V roce 1967 si založil vlastní skupinu Strings of Tennessee, se kterou se zúčastnil festivalu Porta, kde se skupina umístila na 3. místě v kategorii Country & western, skupina se v roce 1968 rozpadla a tak odešel do skupiny Mustangové. Byl jedním ze zakladatelů Jamboree clubu s Františkem Hackerem a Jiřím Falladou. Vystupoval také jako host se skupinou Greenhorns v jejich Camp clubu a nazpíval píseň „Červená řeka“ v jednom z prvních televizních vystoupení Greenhorns pro Československou televizi. V roce 1970 se stal členem skupiny Kamarádi táborových ohňů. Je také textařem a napsal texty k písním „Loudavý vlak“, „Mexiko“, „Nad vodou svítá“ a „Nad námi vlajka hvězdnatá“ a spolu s Jiřím Falladou „Cigarety a whisky“ a „Ponny Exress“. V roce 2015 byl vypravěčem audio knihy Jindřicha Rohlíka „Země bez zákona”. Jeho syn Petr je také hudebníkem a působí v bluegrassové skupině Grassroad.

## Známé hity
- Buráky
- Zrádné banjo
- Loudavý vlak
- Frajer Joe
- U tří louží
- Nad vodou svítá
- Tuhle náturu mám
- Sedlo z bodláků
- Můj přítel kůň